# Русский регтайм
«Русский регтайм» — российский художественный фильм, снятый в 1993 году и представляющий собой дипломную работу выпускника Высших режиссёрских курсов Сергея Урсуляка. 
Поводом к созданию картины стали реальные события, произошедшие в 1977 году. 
Лента получила приз Союза кинематографистов «За выдающиеся профессиональные успехи» и спецприз жюри на фестивале «Кинотавр» (1993), национальную кинопремию «Ника» в номинации «Лучшая музыка» (1994), премию «Золотой Овен» за операторскую работу (1993) и ряд других кинонаград.

## Сюжет
Фильм, действие которого происходит во второй половине 1970-х годов, открывается текстовым эпиграфом, поясняющим, что регтайм — это американская мелодия, появившаяся в начале XX века и вызывавшая в людях ностальгию по былым временам, в которых они никогда не жили. Главный герой картины — юноша Миша Раевский (Николай Добрынин) — грезит Америкой; большая истёртая карта Нью-Йорка с выученными наизусть маршрутами в детстве заменяла ему игрушки. Получив вызов от живущей за океаном дальней родственницы, Миша отправляется из Жмеринки в Москву, чтобы заручиться письменным согласием отца — руководителя военного предприятия. Тот встречает сына радушно, обещает максимальную помощь при обустройстве, однако подписать соответствующий документ наотрез отказывается.
Уйдя из отцовского дома, герой знакомится с московскими студентами Костей (Виктор Бакин) и Митей (Дмитрий Марьянов). Вместе с новыми друзьями он проводит время в барах, общается с девушками (согласно их задумке, Миша ради отъезда из СССР должен вступить с одной из иностранок в брачный союз), попадает в курьёзные и драматичные ситуации. В день очередной годовщины Октябрьской революции герои с бутылкой портвейна оказываются на крыше одного из зданий. Там они снимают мешающий разговору советский флаг и отрывают полотнище от древка. Уйти от милиции им не удаётся.
Во время допроса в КГБ Миша заявляет, что не знает имён своих товарищей. Следователь в ответ сообщает, что их фамилии и род занятий ему хорошо известны, уточняя: «Максимум, что им грозит, — это исключение из комсомола. Их есть кому защищать. А кому нужен ты?» Герою предлагается сделать выбор: или он остаётся в СССР, где его ждут тюрьма и бандиты, или получает возможность уехать в США.
В Америку Миша вылетает вместе с командой отправляющихся на соревнования советских спортсменов, под марш «Прощание славянки». 
Спустя годы повзрослевший герой вновь оказывается в самолёте, который направляется уже в обратную сторону — в Москву. Во время полёта Раевский пишет друзьям письмо, в котором признаётся, что на допросе в КГБ он «испугался, струсил, сдал», после чего пятнадцать лет жил «с грехом на сердце, состарился вместе с ним». Митя, с которым Костя встречается в московском баре, сообщает, что не понял содержания письма Миши и добавляет: «Никто никого не предавал. Время такое было». 

Мой герой из Жмеринки хотел просто по-человечески жить. Шёл 1977-й, разгар охоты за антисоветчиками, обострившейся после эмиграции Солженицына в 1974 году. Миша не знал слова «диссидент», он мечтал об Америке не из протеста против советского образа жизни. Он любил её какой-то странной памятью непрожитой жизни и меньше всего думал о встрече с «серыми людьми» из КГБ.
— Сергей Урсуляк // «Кино-глаз», март 1993

## История создания
Поводом к созданию фильма стала история, произошедшая в 1977 году со студентом Театрального училища имени Щукина Михаилом Ширвиндтом и его товарищами — Романом Козаком и Аркадием Цимблером, обучавшимися в Московском институте связи. Седьмого ноября, в день празднования 60-летия Октябрьской революции, выпившие друзья сняли флаг со здания Архитектурного института. 
По воспоминаниям Михаила Ширвиндта, никакой продуманной идеологической подоплёки в действиях «молодых кретинов» не было; тем не менее после их задержания «Голос Америки» сообщил, что «группа молодых правозащитников устроила около здания КГБ акцию протеста». 
Инцидент подпадал под статью 190-2 УК РСФСР («Надругательство над государственными символами СССР»), но благодаря усилиям отца одного из фигурантов — Александра Ширвиндта — дело было закрыто. После выплаты административного штрафа молодые люди были исключены из комсомола и отчислены из вузов. 
Спустя год Цимблер поступил в ГИТИС на театроведческий факультет; Козак впоследствии окончил Школу-студию МХАТ; Ширвиндт, поработавший монтировщиком декораций, радистом, грузчиком, сумел через два года восстановиться в Щукинском училище.
В первой половине 1990-х годов Сергей Урсуляк сообщил Михаилу Ширвиндту, что ему — выпускнику Высших режиссёрских курсов — нужен сюжет для десятиминутной дипломной работы. Ширвиндт предложил использовать для фильма историю со снятым флагом. К работе подключились начинающий продюсер Олег Капанец и молодой сценарист Геннадий Островский; в качестве автора музыки был приглашён композитор Микаэл Таривердиев. 
В результате вместо короткометражной ленты получилась полнометражная картина, вышедшая в прокат в 1993 году. Сюжет фильма пересекался с подлинными событиями лишь в эпизоде с флагом; остальные подробности, связанные с пребыванием Миши Раевского в Москве, были придуманы Островским и Урсуляком.

## В ролях
| Актёр               | Роль            |
| ------------------- | --------------- |
| Николай Добрынин    | Миша Раевский   |
| Виктор Бакин        | Костя           |
| Дмитрий Марьянов    | Митя            |
| Владимир Меньшов    | отец Миши       |
| Константин Райкин   | Махмуд          |
| Александр Ширвиндт  | отец Кости      |
| Евгения Симонова    | Маша            |
| Александр Феклистов | наблюдатель     |
| Дарья Михайлова     | Зоя             |
| Лика Нифонтова      | незнакомка      |
| Вячеслав Гришечкин  | официант        |
| Мария Виноградова   | тёща            |
| Нина Дворжецкая     | бельгийка       |
| Фёдор Добронравов   | капитан милиции |
| Дарья Мороз         | дочь отца Миши  |
| Анна Терехова       | Рэна            |

## Съёмочная группа
- Автор сценария: Геннадий Островский
- Режиссёр: Сергей Урсуляк
- Художественный руководитель: Владимир Меньшов
- Оператор: Сергей Козлов
- Художник-постановщик: Ольга Кравченя
- Художник по костюмам: Вера Скопинова
- Композитор: Микаэл Таривердиев
- Звукорежиссёр: Алексей Разоренов
- Монтаж: Янина Боголепова
- Продюсер: Олег Капанец

## Отзывы, рецензии
«Русский регтайм» получил неоднозначные оценки в прессе 1990-х годов. С одной стороны, критики отмечали, что создателям картины удалось передать атмосферу времени, воспроизвести бытовые и поведенческие детали «эпохи застоя»; рецензенты признавали, что история «трёх товарищей» одновременно и драматична, и сентиментальна. 
По словам Льва Аннинского, заданная в фильме ностальгическая тема связана не только с общей интонацией (в ленте обнаруживается явная отсылка к классике советского кино), но и с тем, что в сюжете о 70-х годах «проступает неприкаянная, потерявшая опоры, зависшая в пустоте душевная реальность девяностых». 
Вместе с тем, киноведы писали, что дебютная работа Сергея Урсуляка страдает «драматургическими слабостями», композиция картины плохо структурирована, а счастливый финал, демонстрирующий воссоединение друзей после разлуки, снят с «преувеличенным пафосом». 
Кинокритик Андрей Плахов назвал «Русский регтайм» «фильмом нереализованных возможностей». 
Киновед Алексей Востриков указал, что, несмотря на ряд явно удачных сцен, сама картина представляет собой серию разрозненных фрагментов — у каждого эпизода «свой стилистический код».
Отдельных откликов удостоились актёры, участвовавшие в фильме. Киноведы писали про точную, качественную работу Владимира Меньшова (отец Миши) и Евгении Симоновой (Маша, жена отца). Николай Добрынин, исполнивший роль Миши Раевского, оказался в картине в сложной ситуации, потому что из-за стилистической несбалансированности сценария ему во многих эпизодах пришлось «перестраиваться под партнёров»; тем не менее его острая характерность и театральная игровая манера оказались органичными, особенно в финальных эпизодах «Русского регтайма». 
Дмитрий Марьянов, сыгравший «неунывающего оболтуса» Митю, представил на экране персонажа «из свиты короля»; его герой, с одной стороны, начисто лишён рефлексий, с другой — обаятелен во все времена.

## Награды
- Открытый российский кинофестиваль «Кинотавр» (1993) — приз Союза кинематографистов России «За выдающиеся профессиональные успехи»[7]
- Открытый российский кинофестиваль «Кинотавр» (1993) — специальный приз жюри[7]
- Награда кинопрессы России режиссёру Сергею Урсуляку (1993) — приз «За лучший дебют года»[7]
- Премия мэрии Москвы (1994) — создателям и актёрам: режиссёру Сергею Урсуляку, оператору Сергею Козлову, сценаристу Геннадию Островскому, композитору Микаэлу Таривердиеву, актёру Николаю Добрынину[7]
- Премия «Золотой Овен» (1994) — в номинации «Лучшему оператору»[7]
- Кинопремия «Ника» (1993) — в номинации «За лучшую музыку»[7]
- Приз «Зелёное яблоко — золотой листок» (1993) — в номинации «За лучшую режиссёрскую работу»[7]
- Кинофестиваль Гильдии актёров кино «Созвездие» (1994) — диплом жюри[7]